# Marian Turski
Marian Turski (nascido Mosze Turbowicz; Druskininkai, 26 de junho de 1926 – Varsóvia, 18 de fevereiro de 2025) foi um jornalista polaco de ascendência judaica. Foi presidente do Instituto Histórico Judaico em Varsóvia.

## Vida
Desde 1942 foi prisioneiro no Gueto de Łódź. Em agosto de 1944 foi deportado para Auschwitz. Na primavera de 1945 foi em Marcha da Morte para Buchenwald, e depois para Theresienstadt.
Após a Segunda Guerra Mundial estabeleceu-se em Varsóvia. Desde 1945 participou da organização jovem do Partido dos Trabalhadores da Polônia, mais tarde trabalhou no departamento de imprensa do Partido Unificado dos Trabalhadores da Polônia. Desde 1958 foi diretor da redação de história da revista de notícias Polityka. Apesar da idade avançada ainda trabalha como jornalista.
Foi presidente do Instituto Histórico Judaico em Varsóvia, membro do conselho da Associação dos Combatentes Judaicos e Vítimas da Segunda Guerra Mundial, membro do Conselho Internacional de Auschwitz e do Conselho da Casa da Conferência de Wannsee. Desde 26 de março de 2009 foi presidente do conselho do Museu da História dos Judeus Poloneses em Varsóvia.
Turski morreu em Varsóvia em 18 de fevereiro de 2025, aos 98 anos.

## Condecorações
- Cruz do Comandante com Estrela da Ordem da Polônia Restituta (1997)
- Cruz ao Mérito de 1ª Classe da Bundesverdienstkreuz (2007)
- Grande Cruz ao Mérito da Bundesverdienstkreuz (2013)
- Cruz de Oficial da Legião de Honra (2012)

## Obras selecionadas
- Byli wówczas dziećmi (Sie waren noch Kinder) Warszawa : "Książka i Wiedza", 1980
- Czarny rok ... czarne lata ... (Schwarzes Jahr... Schwarze Jahre...), Warszawa : Stowarzyszenie Dzieci Holocaustu w Polsce, 1993 ISBN 8386301260
- Mój najszczęśliwszy dzień (Mein glücklichster Tag), Oświęcim : Fundacja na Rzecz Międzynarodowego Domu Spotkań Młodzieży ; Warszawa : Biuro Regionalne Fundacji im. Heinricha Bölla, 2011. ISBN 9788392953296
- Marian Turski, Rafał Wędrychowski: Mein glücklichster Tag : Fundacja na rzecz Międzynarodowego Domu Spotkań Młodzieży, Oświęcim 2011 : ISBN 8392953290, ISBN 9788392953296
- Losy żydowskie : świadectwo żywych, (Jüdische Schicksale – Zeugnis der Lebenden) : Warszawa : Stowarzyszenie Żydów Kombatantów i Poszkodowanych w II Wojnie Światowej, 1996. ISBN 8390297159